# Морено, Серхио (испанский футболист)
Серхио Морено Мартинес (исп. Sergio Moreno Martínez; род. 1 января 1999 года, Памплона, Испания) — испанский футболист, выступающий на позиции нападающего за «Райо Вальекано», выступающий на правах аренды за клуб «Осасуна B».

## Карьера
Серхио Морено является воспитанником академии «Райо Вальекано». В детстве также успел потренироваться в академия футбольных клубов «Алькала», «Атлетико Мадрид» и «Тенерифе». 14 января 2018 года дебютировал за вторую команду «Райо» в поединке против «Хетафе Б».
С сезона 2018/2019 привлекается к тренировкам с основной командой. 25 августа 2018 года дебютировал в Ла Лиге в поединке против мадридского «Атлетико», выйдя на замену на 77-й минуте вместо Альваро Гарсии. 